# Unite
Unite è una moneta d'oro coniata con le stesse caratteristiche in Inghilterra e in Scozia da Giacomo VI di Scozia (1567-1625) nel periodo 1604 – 1619, dopo che era salito anche al trono d'Inghilterra.
La moneta prese il nome di unite (unità) dalla volontà di Giacomo di unificare le due corone di Inghilterra e Scozia.
Erano a 22 carati ed erano tagliate a 33 1/2 per libbra troy.
Nei due regni furono eseguite due versioni diverse.
Le differenze più rilevanti tra le due monete sono il segno di zecca e la posizione delle armi nello scudo del rovescio: in quella inglese lo stemma d'Inglilterra è nel I e IV quarto e quello di Scozia nel II; nella moneta scozzese le posizioni sono rovesciate. Il segno di zecca nella versione scozzese è il cardo.

## Storia
L'unite è stata la seconda moneta d'oro inglese ad avere il valore di 20 shilling ossia un pound. In Scozia la moneta valeva invece 12 sterline. La moneta fu prodotta durante il regno di Giacomo I d'Inghilterra. Fu valutata 20 scellini fino al 1612 quando l'aumento del valore dell'oro in tutta l'Europa causò l'aumento del suo valore a 22 scellini. La moneta fa parte della seconda monetazione di Giacomo I (1604-1619), e fu sostituita nella terza monetazione dal Laurel, sempre dal valore di 20 shilling. Le monete inglesi furono coniate alla Tower Mint a Londra e quelle scozzesi alla zecca di Edimburgo.
In questa moneta sono stati usati diversi busti del re, che è mostrato volto a destra, con il globo e lo scettro;
Diversi busti del re furono usati su questa moneta; era raffigurato rivolto a destra con globo e scettro; lo stile della barba del re varia con le emissioni. La legenda sul dritto recita IACOBUS D G MA BRI FRA ET HI REX. Il rovescio mostra uno scudo coronato con le armi dei quattro paesi che separa le lettere IR e la legenda FACIAM EOS IN GENTEM UNAM.
Numerose emissioni di unite d'oro dal valore di 20 shilling furono prodotte alla Tower Mint durante il regno di Carlo I (1625-1649), sia quando la zecca fu sotto il controllo reale sia quando invece fu sotto il controllo del Parlamento.
Le monete coniate reali mostrano al dritto il busto del re coronato, rivolto a sinistra, con il valore "XX" che appare dietro la testa del re, e la legenda CAROLUS D G MAG BR FR ET HI REX. Il rovescio mostra una corona sopra uno scudo che reca le armi reali; intorno la legenda FLORENT CONCORDIA REGNA.
Quelle coniate invece sotto il controllo del parlamento mostrano al dritto lo scudo con la croce di San Giorgio e la legenda THE COMMONWEALTH OF ENGLAND e al rovescio la legenda GOD WITH VS intorno agli scudi di Inghilterra ed Irlanda. In alto XX, il valore in scellini.
Durante la rivoluzione inglese, zecche provinciali produssero varie monete con questa denominazione emesse per pagare le truppe, a Chester, Oxford, Bristol, Exeter, Worcester e Shrewsbury; alcune di queste monete sono rarissime, a volte degli unicum.
L'unite fu coniata anche durante la fase della monetazione al martello di Carlo II (cioè 1660-62), che mostra il busto del re rivolto a sinistra che porta una corona d'alloro; intorno la legenda CAROLUS II D G MAG BRIT FRAN ET HIB REX. Esistono due emissioni, la seconda delle quali reca l'indicazione del valore, "XX", dietro la testa del re. Il rovescio mostra una corona sopra uno scudo con le armi reali che separa le lettere "CR" e la legenda FLORENT CONCORDIA REGNA.
L'unite lasciò il posto nel 1663 alla ghinea che era invece coniata a macchina. La moneta da 20 scellini non fu più emessa fino al 1817 quando la sovrana fu battuta nuovamente con i coni di Benedetto Pistrucci.